# Yaqoub Al Taher
Yaqoub Al Taher (en árabe: يعقوب الطاهر‎, Kuwait, Kuwait; 27 de octubre de 1983) es un exfutbolista kuwaití que jugaba en la posición de defensa.

## Carrera

### Club
| Periodo   | Club             |
| --------- | ---------------- |
| 1999–2003 | Al-Yarmouk SC    |
| 2003–2014 | Al Kuwait Kaifan |

### Selección nacional
Jugó para Kuwait en 76 ocasiones de 2003 a 2012 y participó en dos ediciones de la Copa Asiática.

## Logros
- Liga Premier de Kuwait (4): 2005–06, 2006–07, 2007–08, 2012–13
- Copa del Emir de Kuwait (2): 2009, 2013-14
- Copa de la Corona de Kuwait (3): 2008, 2010, 2011
- Supercopa de Kuwait (1): 2010
- Copa Federación de Kuwait (3): 2002-03, 2009-10, 2011-12
- Copa Al Khurafi (1): 2005
- Copa AFC (3): 2009, 2012, 2013